# ハリヤラフ
ハリヤラフ (ロシア語: Харыялах; サハ語: Харыйалаах)とは、ロシア連邦サハ共和国オレニョーク地区にある村。地区の中心地であるオレニョークから3 km離れている。人口は846人（2010年）。オレニョーク川の河岸に位置する。